# Financiamento climático na Tailândia

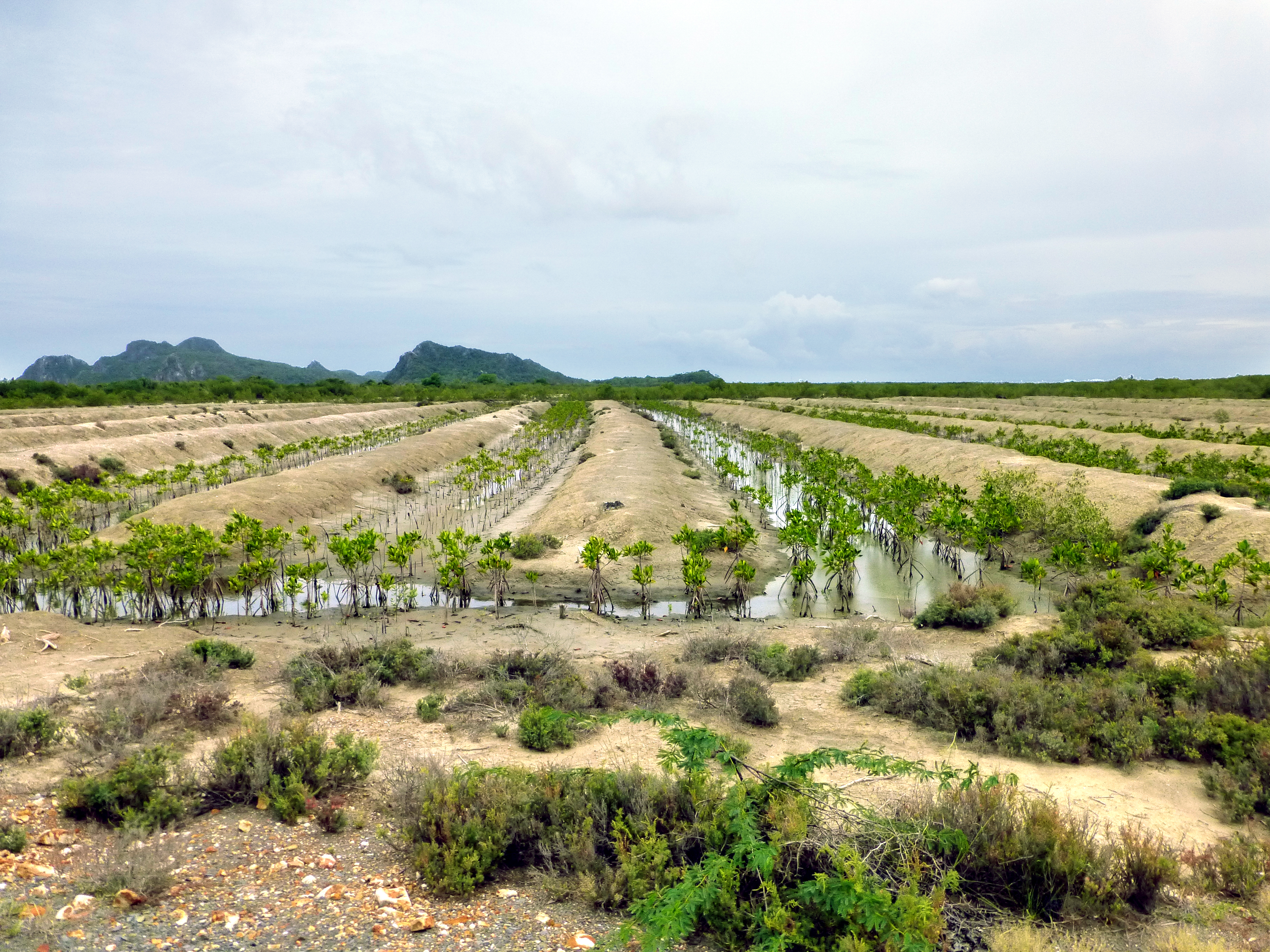
Um viveiro de manguezal na província de Prachuap Khiri Khan. Projetos para a recuperação desses ecossistemas estratégicos, essenciais para proteção contra erosão e sequestro de carbono, vem sendo uma das principais frentes do financiamento climático tailandês.

O financiamento climático na Tailândia envolve um conjunto de mecanismos públicos e privados destinados a apoiar ações de mitigação e adaptação às mudanças climáticas, alinhados às metas nacionais e aos compromissos internacionais do país.  
Considerando a vulnerabilidade climática da Tailândia, caracterizada por eventos extremos como inundações, secas e erosão costeira, o governo tem desenvolvido políticas, estruturas institucionais e fundos específicos para mobilizar recursos financeiros que promovam a transição para uma economia de baixo carbono e o fortalecimento da resiliência socioambiental. 
Além do financiamento público tradicional, o país tem ampliado o papel do setor privado por meio da emissão de títulos verdes e azuis, bem como da criação de um mercado de carbono voluntário, buscando diversificar as fontes de recursos e fomentar o desenvolvimento sustentável.

## Contexto climático e vulnerabilidades

Mapa da Tailândia segundo a classificação climática de Köppen-Geiger.

O clima da Tailândia é influenciado pelas monções sazonais, com a maior parte do país classificada como clima tropical de savana.
O país possui três estações: chuvosa (maio a outubro), fria e seca (outubro a fevereiro) e quente (fevereiro a maio). A estação chuvosa traz inundações ocasionais, agravadas pela zona de convergência intertropical e ciclones tropicais.
O norte, nordeste, centro e leste experimentam longos períodos de calor, enquanto o sul tem clima ameno o ano todo. A precipitação média anual varia de 1200 a 1600mm por ano, mas algumas áreas recebem mais de 4500mm.
O rápido crescimento econômico causou problemas ambientais como poluição do ar, desmatamento, erosão do solo e escassez de água, custando aproximadamente 1,6-2,6% do PIB anual.

### Desmatamento

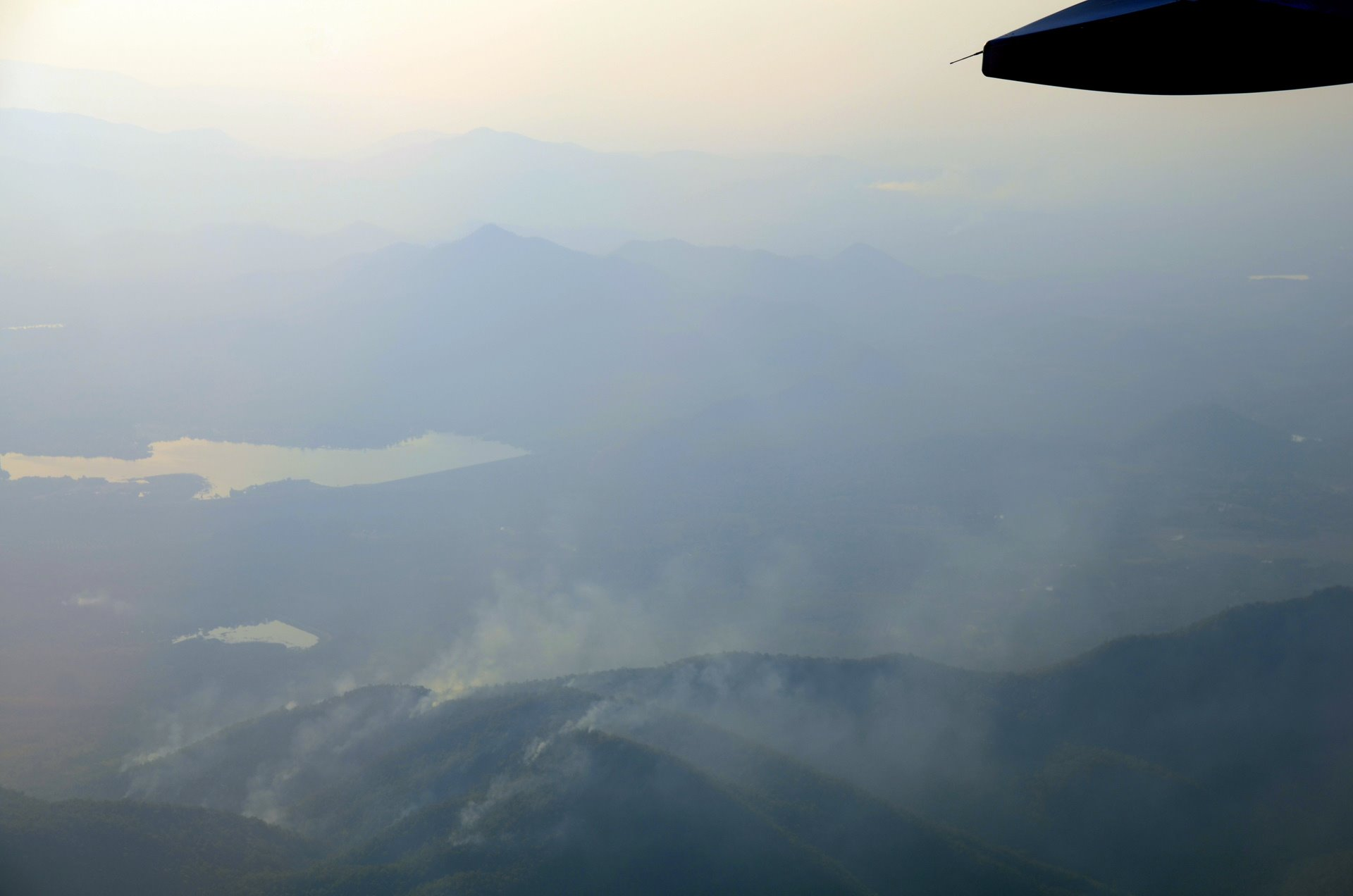
Incêndios florestais na Cordilheira Khun Tan, na província de Chiang Mai. Todos os anos, as florestas montanhosas são incendiadas por agricultores para aumentar o rendimento do valioso fungo Astraeus odoratus.

A cobertura florestal diminuiu de 53% em 1961 para 31,6% em 2015, devido à conversão para agricultura e apropriação ilegal de terras. Entre 2001-2012, o país perdeu um milhão de hectares de floresta. O desmatamento contribui para a erosão do solo, escassez de água e redução da biodiversidade. Apesar das proibições de exploração madeireira, a extração ilegal persiste, especialmente de espécies valiosas como o jacarandá-siamese. O governo estabeleceu metas para aumentar a cobertura florestal para 40% até 2037.

### Manguezais e erosão costeira
Os manguezais, essenciais para a proteção costeira e sequestro de carbono, diminuíram de 3.500 km² em 1961 para menos de 2.000 km² em 2004. A erosão costeira afeta 670 km de litoral, com perdas de terra superiores a cinco metros por ano. Medidas de restauração estão em curso, mas a pressão do desenvolvimento e a degradação contínua ameaçam a biodiversidade e a proteção contra eventos extremos.

### Poluição do ar
A poluição do ar causa cerca de 49.000 mortes anuais (2013), agravada por emissões industriais, veiculares e queimadas agrícolas. Os níveis de PM2.5 frequentemente excedem os padrões estabelecidos pela OMS, especialmente durante a estação seca. As queimadas no norte contribuem para a névoa seca, com impactos severos na saúde pública. Bangkok enfrenta crises recorrentes de poluição, com medidas paliativas como bombardeamento de nuvens.

### Queima de campos e florestas

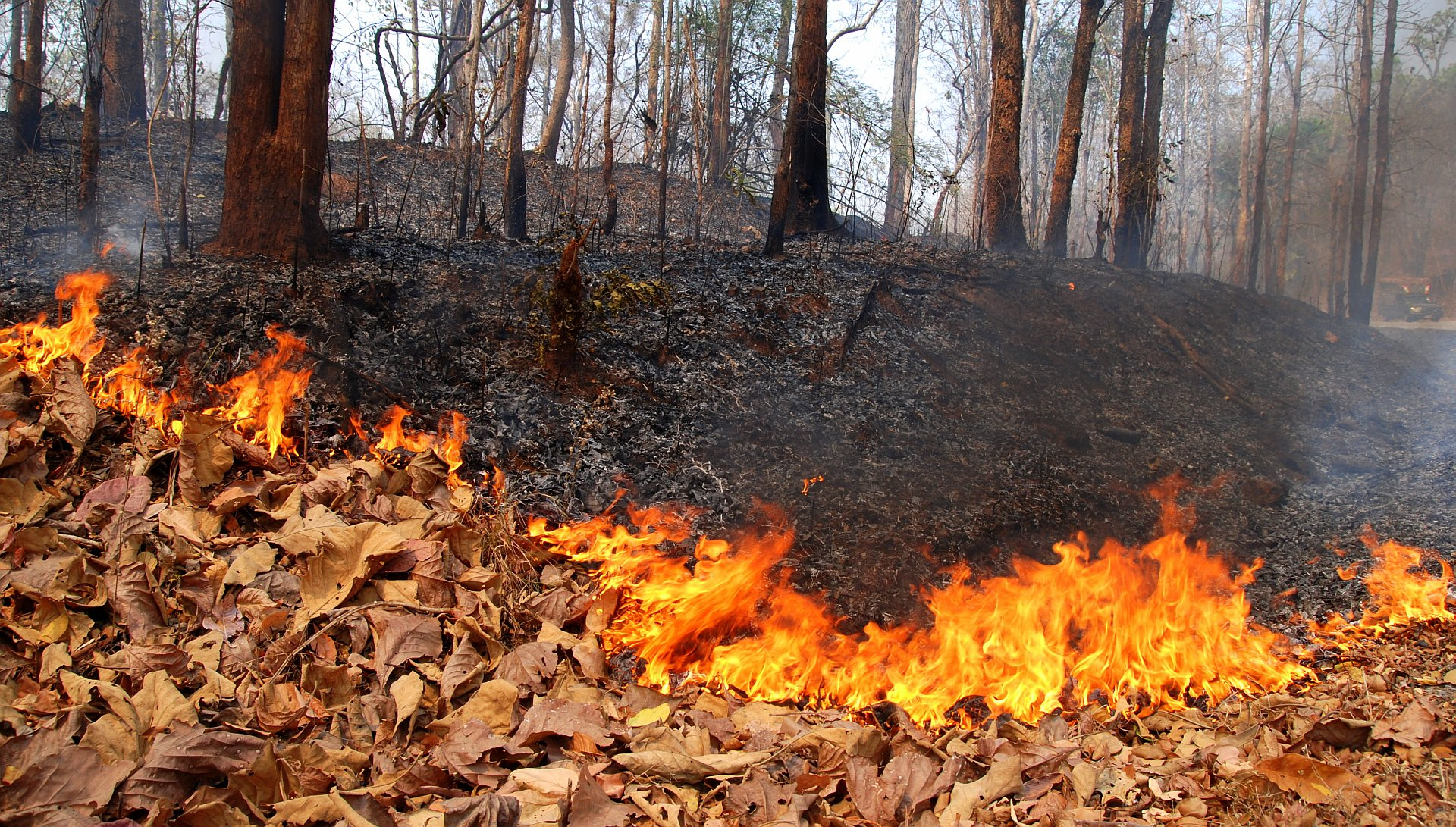
Incêndio florestal, Província de Mae Hong Son, março de 2010

As queimadas, principalmente para agricultura (especialmente milho e cana-de-açúcar), são uma fonte significativa de poluição do ar. Elas reduzem a fertilidade do solo e contribuem para inundações ao destruir a vegetação que absorve água. O governo e empresas como o Grupo Charoen Pokphand promovem alternativas, mas as práticas persistem.

### Pesca
A sobrepesca reduziu drasticamente os estoques pesqueiros, com capturas marinhas caindo 23,9% entre 2003-2012 e 2014.
A pesca ilegal e práticas destrutivas ameaçam espécies como tubarões e tubarões-baleia. A União Europeia ameaçou com sanções devido à pesca INN (ilegal, não declarada e não regulamentada) e abusos trabalhistas. O governo implementou medidas para reduzir a frota e combater a ilegalidade.

### Gestão de resíduos
A Tailândia gera mais de 73.000 toneladas de resíduos sólidos diariamente, com baixas taxas de reciclagem. Os resíduos plásticos são um problema crítico, com 2 milhões de toneladas anuais, dos quais 12% são resíduos domésticos.
A poluição plástica afeta ecossistemas marinhos, causando mortes de animais. O governo aprovou um roteiro para reduzir plásticos de uso único até 2030, mas a implementação enfrenta desafios.

### Poluição da água
A qualidade da água é comprometida por esgoto doméstico não tratado, efluentes industriais e agrícolas. Apenas 52% das águas residuais são tratadas. Rios e águas costeiras apresentam baixos níveis de oxigénio e alta contaminação por coliformes. Metais pesados e poluentes orgânicos ameaçam a saúde humana e a biodiversidade aquática.

### Bem-estar animal

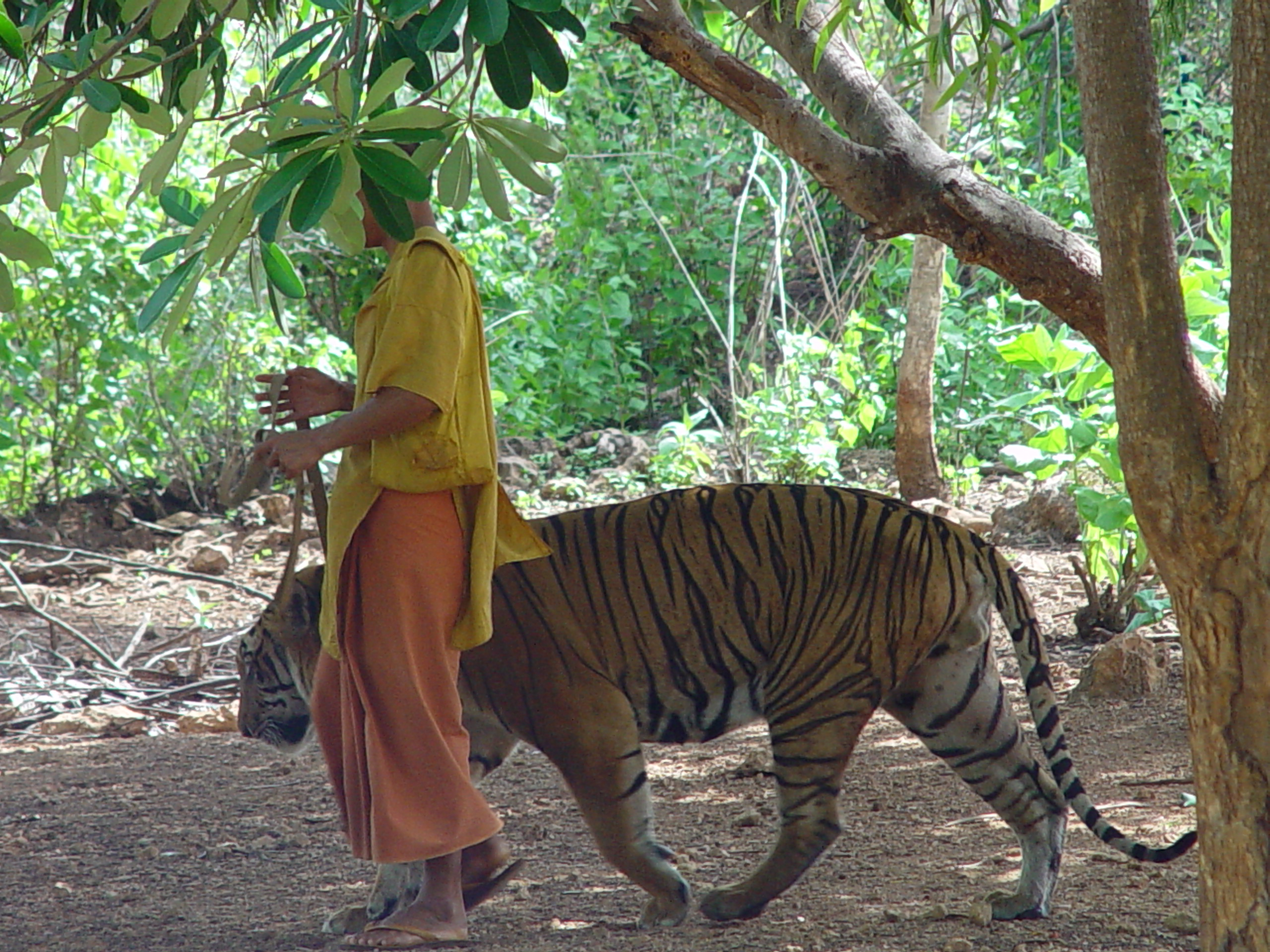
Um monge caminha com um tigre em cativeiro em um templo budista, em Krabi.

Espécies como elefantes, tigres e tubarões enfrentam ameaças de caça furtiva, perda de habitat e comércio ilegal. A Tailândia é um centro de tráfico de marfim e partes de tigre, com graves problemas na aplicação efetiva das leis de conservação.
A Lei de Prevenção da Crueldade Animal e Provisão de Bem-Estar Animal de 2014 estabelece padrões para o tratamento de animais, proibindo negligência, tortura e comércio de carne de cão e gato.

## Marcos legais e institucionais

### Adesão ao UNFCCC e Primeiras Comunicações Nacionais (1992–2000)
Em junho de 1992, durante a Conferência das Nações Unidas sobre Meio Ambiente e Desenvolvimento (UNCED) no Rio de Janeiro, a Tailândia assinou a Convenção-Quadro das Nações Unidas sobre Mudança do Clima (UNFCCC) e, em março de 1995, ratificou-a tornando-a efetiva. O primeiro Relatório Nacional de Comunicação (Initial National Communication) foi publicado em 2000, documentando o inventário de gases de efeito estufa (GEE) de 1994, projeções de emissões e medidas de mitigação iniciais, além de identificar vulnerabilidades e necessidades de adaptação.

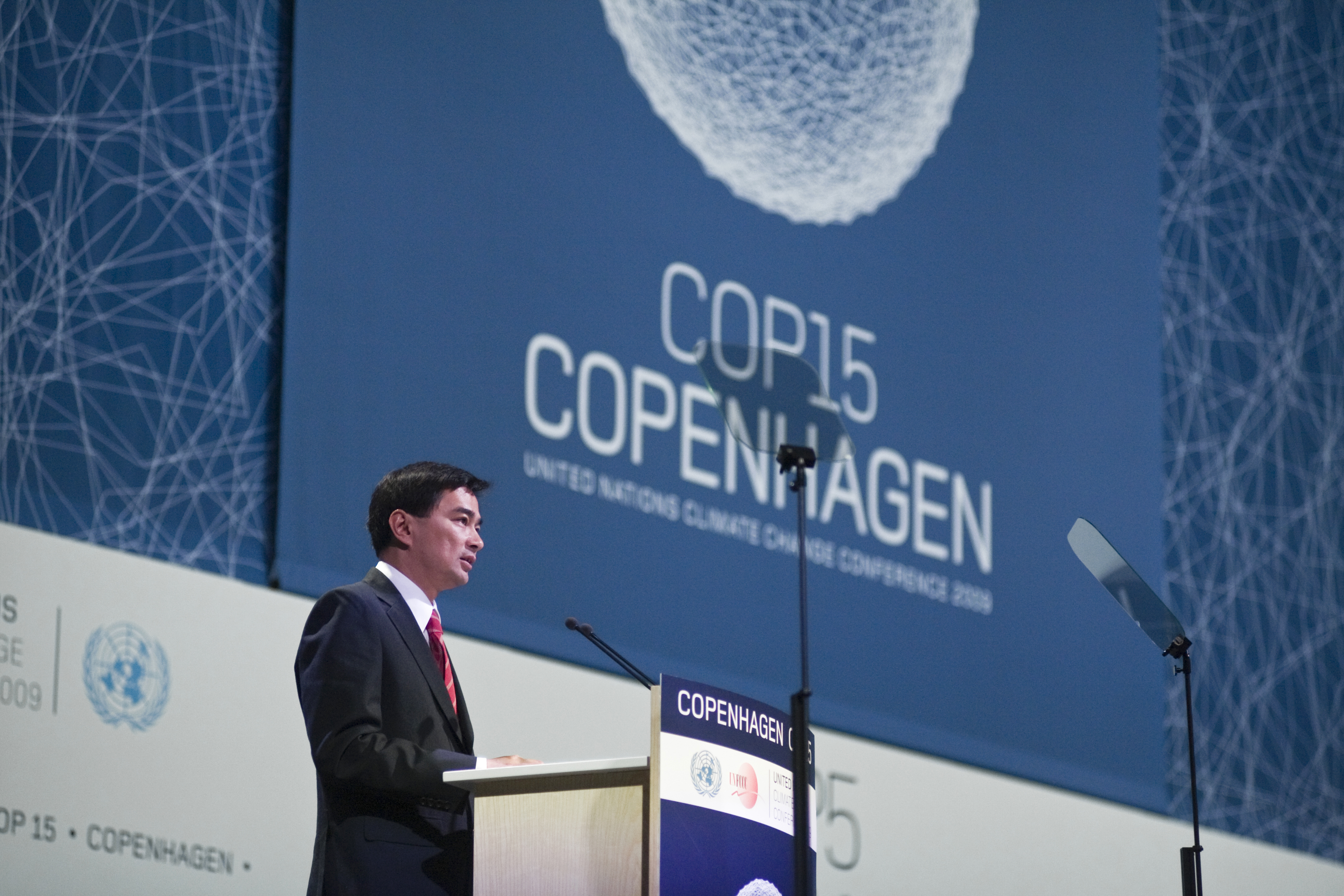
Abhisit Vejjajiva, então primeiro-ministro da Tailândia, discursando durante a COP-15, em Copenhague.

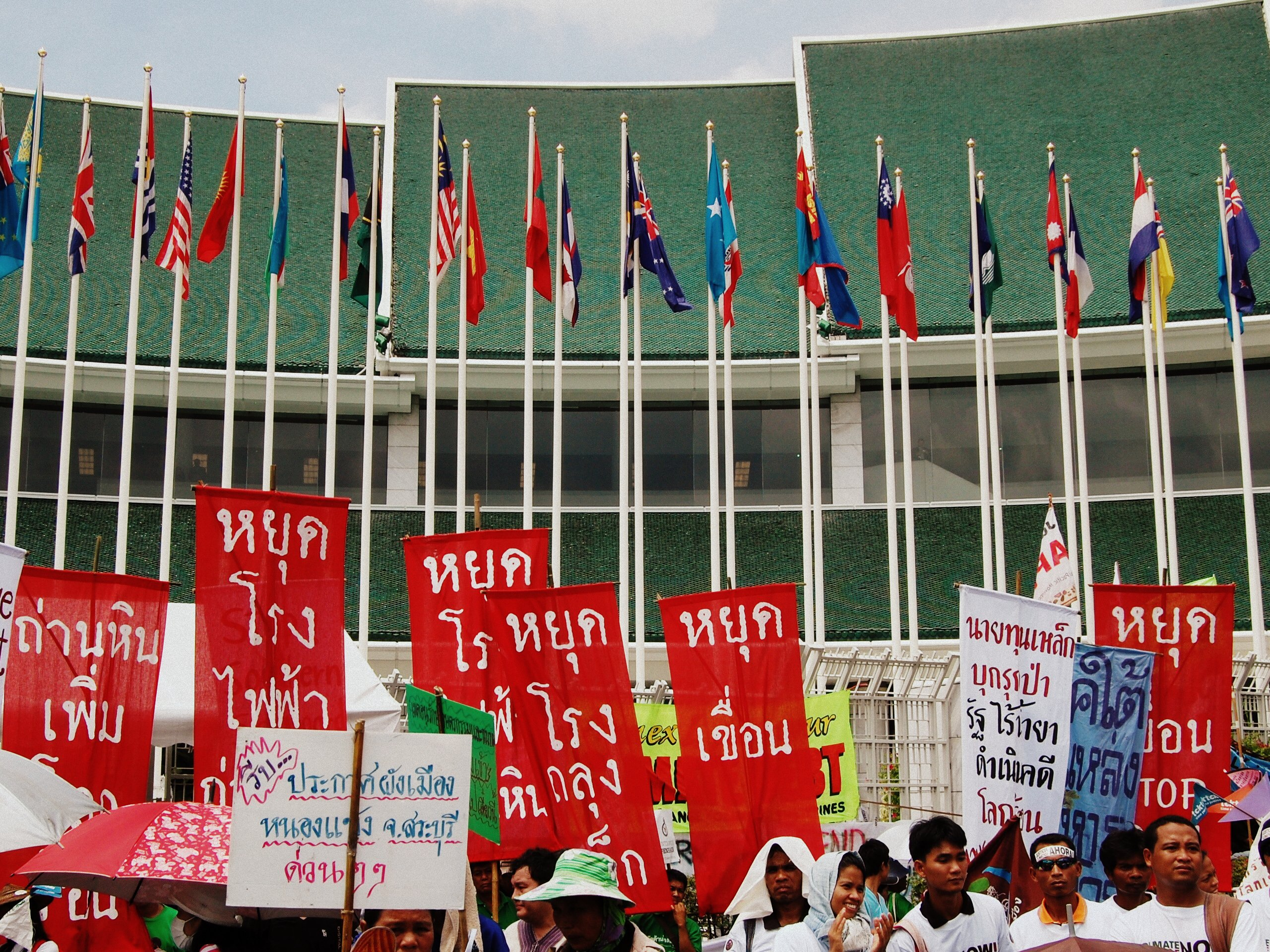
Protestos durante conferência sobre mudanças climáticas da Comissão Econômica e Social para a Ásia e o Pacífico, em Banguecoque, em 2009.

### Estrutura Institucional e Legislação Inicial (2000–2010)
No início dos anos 2000, a Tailândia estabeleceu o Comitê Nacional de Políticas sobre Mudanças Climáticas (NCCC), presidido pelo Primeiro-Ministro e apoiado por um subcomitê técnico.
Em 2007, foi criada a Greenhouse Gas Management Organization (TGO) para atuar como Autoridade Nacional Designada para projetos de Mecanismo de Desenvolvimento Limpo (MDL), fomentar inventários de GEE e apoiar capacitação técnica.
A Política de Conservação de Energia (1992) e a inclusão da mudança climática nos Planos Nacionais de Desenvolvimento Econômico e Social passaram a orientar o planejamento de longo prazo.

### Plano Mestre de Mudanças Climáticas e Avanços Legislativos (2011–2016)
Em 2015, o governo lançou o Plano Mestre de Mudanças Climáticas 2015–2050, definindo metas para a transição para uma  economia de baixo carbono e o aumento da resiliência, com metas de curto (2016), médio (2020) e longo prazo (2050).
No mesmo período, avançaram-se diretrizes para integração de considerações climáticas no orçamento público e iniciou-se a discussão da primeira Lei de Mudança Climática do país, baseada nos objetivos do Acordo de Paris de 2016, com consulta pública em 2024.

### Implementação e Fortalecimento da Governança (2016–2020)
Logo após ratificar o Acordo de Paris em setembro de 2016, a Tailândia apresentou sua Contribuição Nacionalmente Determinada (NDC), comprometendo-se a reduzir emissões entre 20% e 25% até 2030, sob cenários otimistas.
Em 2017, o Conselho de Política de Mudanças Climáticas (NCCC) aprovou o Roteiro da NDC 2021–2030, priorizando energias renováveis e eficiência energética para atender às metas nacionais.

### Criação do Departamento de Clima e Legislação Atual (2021–2025)
Em agosto de 2023, foi formalmente estabelecido o Departamento de Clima e Meio Ambiente (DCCE), sob o Ministério de Recursos Naturais e Meio Ambiente, encarregado de coordenar políticas climáticas, avaliar riscos nacionais e formular diretrizes alinhadas a compromissos internacionais.
Em paralelo, a minuta da Lei de Mudança Climática avançou no Parlamento, prevendo mecanismos de preço de carbono, sistema de comércio de emissões (ETS) e fundo climático nacional com expectativa de vigência em 2026.

## Financiamento Público

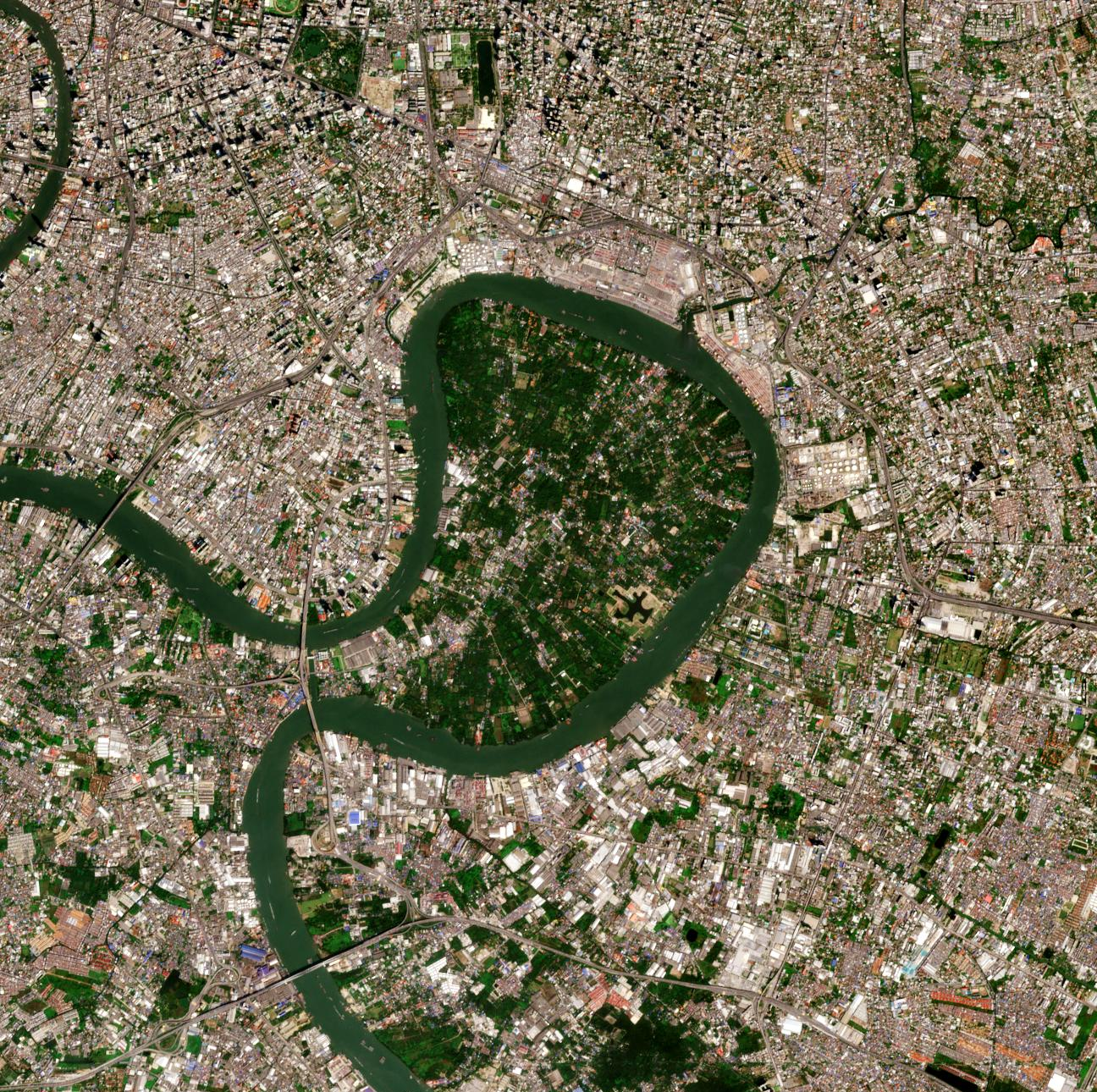
Imagem de satélite de Bang Kachao, uma ilha artificial no centro de Banguecoque, conhecida como o "pulmão verde" da cidade.

O financiamento público para ações climáticas na Tailândia é estruturado através de mecanismos orçamentários nacionais e fundos específicos, representando um pilar fundamental na estratégia de financiamento climático do país. 
A "Estratégia de Financiamento Climático da Tailândia: Marco Conceitual 2030", publicada pelo Departamento de Mudanças Climáticas e Meio Ambiente (DCCE), estabelece a integração de considerações climáticas no planejamento orçamentário nacional como elemento central para mobilização de recursos.

### Fundo Ambiental Tailandês
O Fundo Ambiental Tailandês (Environmental Fund - EF) foi designado como mecanismo financeiro nacional chave para o financiamento climático no país. Administrado pelo Escritório de Políticas e Planejamento de Recursos Naturais e Meio Ambiente (ONEP), o fundo tem passado por transformações para se tornar um mecanismo moderno de financiamento climático que atenda aos padrões internacionais de salvaguardas ambientais e sociais.
Este fundo recebe recursos do orçamento nacional e está sendo fortalecido para operar como entidade acreditada para acessar financiamento internacional.

### Iniciativa Climática Tailandesa (ThaiCI)
Em agosto de 2023, o governo tailandês lançou o Fundo da Iniciativa Climática Tailandesa (ThaiCI), um novo mecanismo de financiamento climático desenvolvido para avançar na implementação de ações climáticas no país.
O ThaiCI opera como uma janela de financiamento dentro do Fundo Ambiental, fornecendo subsídios a partes interessadas locais para implementação efetiva de ações climáticas, com foco em projetos de mitigação e adaptação. Este fundo recebe até 6,5 milhões de euros em financiamento da Iniciativa Climática Internacional (IKI) do Ministério Federal de Assuntos Econômicos e Ação Climática da Alemanha (BMWK).

### Fundo Climático Nacional
A Tailândia está em processo de estabelecimento de um Fundo Climático como parte da Lei de Mudanças Climáticas, que visa fornecer empréstimos e apoio financeiro para redução de gases de efeito estufa, adaptação às mudanças climáticas, pesquisa e inovação.
Como entidade legal, o Fundo Climático fornecerá suporte financeiro através de empréstimos ou subsídios para iniciativas relacionadas à redução de emissões, adaptação climática e outras atividades relevantes. Projeta-se que o fundo gere US$ 31,8 bilhões (1,1 trilhão de baht) até 2050, desempenhando um papel fundamental no apoio à transição da Tailândia para uma economia de baixo carbono.

## Financiamento Privado
O setor privado desempenha um papel crescente no financiamento climático na Tailândia, com instituições financeiras e empresas desenvolvendo instrumentos e iniciativas para apoiar a transição para uma economia de baixo carbono. 
A Estratégia de Financiamento Climático da Tailândia reconhece a importância do engajamento do setor privado como um dos cinco blocos fundamentais para mobilização e alocação eficaz de recursos financeiros para mitigação e adaptação às mudanças climáticas.

### Títulos Verdes e Azuis
O mercado de títulos sustentáveis na Tailândia tem crescido significativamente nos últimos anos. O primeiro título verde no país foi emitido pelo TMB Bank em junho de 2018. Entre 2018 e 2022, empresas privadas e o governo tailandês emitiram US$ 12,2 bilhões em títulos de impacto, o segundo maior volume no Sudeste Asiático, atrás apenas de Cingapura.Em 2023, o Banco de Ayudhya emitiu títulos verdes e azuis, em uma soma de US$ 400 milhões, com apoio da Corporação Financeira Internacional. Deste montante, US$ 50 milhões foram dedicados a estender empréstimos para ativos azuis elegíveis, como abastecimento de água, pesca, aquicultura e outros, enquanto o restante foi direcionado para financiar ativos verdes elegíveis, como veículos elétricos de varejo. Os títulos seguem os Princípios de Títulos Verdes da International Capital Market Association (ICMA), com a porção azul seguindo as Diretrizes da IFC para Financiamento Azul.
Em julho de 2024, o EXIM Thailand emitiu o primeiro título azul em moeda local (baht), no valor de 3 bilhões de baht, com prazo de três anos, destinado a financiar empresas comprometidas com a conservação de recursos marinhos e costeiros. O Banco Asiático de Desenvolvimento atuou como assessor técnico, e a emissão foi certificada por padrões internacionais de sustentabilidade.

### Mercado de Carbono
A Tailândia planeja lançar seu mercado voluntário de carbono em 2027, antes do mercado obrigatório. O limite para créditos de carbono para compensação de emissões está estabelecido em 15%, igualando o limite de Taiwan, mas excedendo significativamente os 5% de Singapura. As autoridades tailandesas esperam que esta medida impulsione o desenvolvimento do mercado de carbono do país.